# Telfit
Telfit ou Tilfit, en arabe : تلفيت, est un village du gouvernorat de Jénine en Palestine, dans le nord de la Cisjordanie. Il est situé au sud-est de Jénine. Selon le recensement du Bureau central palestinien des statistiques, la localité compte une population de 439 habitants en 2017.